# State of Flow
State of Flow четвертий студійний альбом шведського панк-рок гурту No Fun at All, що вийшов 25 квітня 2000 року.
Альбом вийшов на компакт-дисках і вінілі у Швеції та Нідерландах Burning Heart Records. В Австралії — на компакт-дисках Shock Records. Альбом також вийшов у Японії.

## Список пісень
1. «Celestial Q&A»
2. «Waste of Time»
3. «Second Best»
4. «Stumble and Fall»
5. «Not in the Mood»
6. «My Extraordinary Mind»
7. «FM Vanity»
8. «Joe Delord»
9. «Perfect Sense»
10. «Lessons Never Learned»
11. «The Slanderous Clientele»
12. «ESDS»
13. «Time Machine» (бонус-трек на японській мові)

## Персонал
- Мікаель Даніельссон — гітара
- Інгемар Янссон — вокал
- Крістер Йоханссон — гітара
- К'єлл Рамстедт — ударні
- Генрік Санвіссон — бас-гітара